# Hiệp hội Lương thực Việt Nam
Hiệp hội Lương thực Việt Nam là tổ chức xã hội nghề nghiệp phi chính phủ phi lợi nhuận của những người, tổ chức, doanh nghiệp hoạt động trong các lĩnh vực sản xuất, chế biến, kinh doanh lương thực, nông sản và các sản phẩm chế biến từ lương thực tại Việt Nam. Hiệp hội có tên giao dịch tiếng Anh là Vietnam Food Association, viết tắt là VIETFOOD hay VFA .
Hiệp hội Lương thực Việt Nam, tiền thân là Hiệp hội Xuất nhập khẩu Lương thực Việt Nam được thành lập theo Quyết định 727/KDDN-QĐ ngày 13/11/1989 của Bộ trưởng Bộ Kinh tế đối ngoại nay là Bộ Công Thương. Hiệp hội được đổi tên là Hiệp hội Lương thực Việt Nam theo quyết định số 33/1999/QĐ-BTCCBCP ngày 26/08/1999 của Trưởng Ban Ban Tổ chức – Cán bộ Chính phủ .
Điều lệ hiện hành của Hiệp hội Lương thực  được Bộ Nội vụ phê duyệt tại Quyết định số 1925/QĐ-BNV ngày 29 tháng 11 năm 2011 .
Trụ sở Hiệp hội đặt tại địa chỉ số 62 phố Nguyễn Thị Thập, phường Tân Hưng, Quận 7, Thành phố Hồ Chí Minh.

## Đề xuất cải tổ Hiệp hội năm 2017
Năm 2017 xuất khẩu gạo liên tiếp gặp khó khăn, nhiều chuyên gia cho rằng mô hình Hiệp hội Lương thực Việt Nam trong đó thường do lãnh đạo một doanh nghiệp nhà nước làm chủ tịch, đã có thể làm méo mó thị trường xuất khẩu gạo. Nó dẫn đến Hiệp hội "chỉ phục vụ một nhóm nào đó" và nay cần được tổ chức lại VFA để đảm bảo hiệp hội có các thành phần doanh nghiệp, bao gồm khối dân doanh rộng hơn, đại diện thực chất của hợp tác xã và nông dân .